# Абу Дабус
Абу́ Дабу́с (араб. أبو دبوس‎ — «Отец боевого топора»), также известный под тронным именем аль-Ва́сик Билла́х (Идри́с II) (араб. الواثق بالله إدريس‎, ум. 1266) — последний халиф государства Альмохадов, правитель Марокко в 1266—1269 годах.
В 1266 году Марракеш был безуспешно осаждён правителем Маринидов Абу Юсуф Якубом ибн Абд аль-Хакком. В этой ситуации Идрис решил организовать переворот и свергнуть своего кузена Умара аль-Муртаду при поддержке Абу Юсуфа, чтобы объявить себя халифом Альмохадов, хотя их власть уже не распространялась за пределы города. Переворот удался, однако в итоге Абу Юсуф Якуб изменил своё решение и стимулировал правителя Абдальвадидов Абу Яхья ибн Зайяна атаковать Марракеш. Осада длилась с 1268 года до сентября 1269 года, когда город пал, а Идрис был убит своим слугой.
Смерть Идриса положила конец халифату Альмохадов.